# جمع كثرة

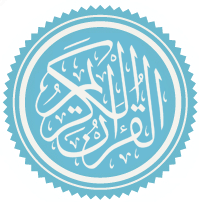

جمع الكثرة هو أحد أنواع جمع التكسير وله ثلاثة وعشرون وزنًا، وهي ممّا زاد على العشرة إلى ما لا نهاية، ولجموع الكثرة أوزانٌ كثيرةٌ منها القياسي ومنها السماعي، وقد توجد الكلمات التي لم يُسمع من العرب جمعها على واحد من أوزان الكثرة مثل كلمة (فُؤَاد) إذا جُمعت جمع قلة على وزن (أَفْعِلَة) فإذا أردنا جمع الكثرة لها فعلينا بالبحث عن كلمة مرادفة لها تُجمع جمع كثرة مثل كلمة (قَلْب) إذ يمكن جمعها جمع كثرة على وزن (فُعُول) فيُقال (قُلُوب) وهكذا.

## بعض أوزان جمع الكثرة
- فُعْل: بُكْم
- فُعُل: رُسُل
- فُعَل: غُرَف
- فِعَل: قِطَع
- فَعَلَة: خَدَمَة
- فُعَلَة: رُمَاة
- فِعَلَة: دِبَبَة
- فَعْلى: مَرْضى
- فُعَّل: رُكَّع
- فُعّال: قُرّاء
- فِعال: كِرَام
- فُعُول: بُحُور
- فَعِيل: حَجِيج
- فِعْلان: غِلْمان
- فُعْلان: قُمْصان
- فُعَلاء: بُخَلاء
- أَفْعِلاء: أَغْنِياء